# Jakub Vrána (programátor)
Jakub Vrána (* 12. června 1978) je český programátor, podnikatel a publicista. Známým se stal především díky nástroji Adminer pro správu obsahu databází pomocí webového prohlížeče, weblogu o programování v PHP či knize 1001 tipů a triků pro PHP.

## Základní informace a vzdělávání
Jakub Vrána se zabývá především vývojem webových aplikací, při nichž využívá zejména PHP, Nette Framework, Javascript, jQuery, HTML, CSS, SQL ale i další.

### Studium
Vystudoval Matematicko-fyzikální fakultu Univerzity Karlovy, sekci informatiky. V roce 1999 získal bakalářský titul. Za další čtyři roky obhájil svou diplomovou práci na téma: Obnovení diakritiky v českém textu a úspěšně tak dokončil i magisterské vzdělání se specializací databázové systémy a lingvistika.

## Vlastní projekty

### Čtyřka
Čtyřka je jeden z prvních úspěšných projektů od Jakuba Vrány. Vznikl mezi lety 1998 až 2000 a jedná se o hru Mariáš pro čtyři hráče.

### Matfyz.cz
Matfyz.cz je server na e-mailové a webové aliasy vytvořený v roce 2001 pro všechny studenty MFF UK. Který vznikl z důvodu špatného řešení e-mailových a webových aliasů ze strany školy.

### PHP triky
Weblog o programování v PHP pojednává o mnohdy neočekávaných problémech, které v tomto programovacím jazyce mohou nastat. Jde především o bezpečnost, která hraje na serverových skriptech zcela zásadní roli. Tento blog se stal v letech 2008 a 2009 vítězem ankety Czech Open Source v kategorii Blog roku.

### Adminer
Adminer (dříve phpMinAdmin) je nástroj napsaný v jazyce PHP umožňující jednoduchou správu obsahu databáze MySQL, PostgreSQL, SQLite, MS SQL a Oracle prostřednictvím webového rozhraní. Byl napsán jako lehčí alternativa phpMyAdminu. Je šířený jako jediný zdrojový skript pod licencí Apache.
Adminer pomalu začínají nabízet první webhostingové společnosti jako alternativu k phpMyAdminu (který v poslední verzi čítá 667 souborů a zabírá přes 11 MB). Adminer je vůči phpMyAdminu při běžných operacích v průměru zhruba 2,5× rychlejší, při vzdáleném spojení může být rozdíl v rychlosti ještě vyšší, pro velikost přenášených dat.

### NotORM
NotORM je knihovna PHP pro snadnou a efektivní práci s daty v databázi. Tato Knihovna za nás řeší efektivitu vytvořených příkazů na databázi, což oceníme například při spojování tabulek.

## Otevřené projekty
Kromě vlastních projektů se Jakub Vrána podílí i na otevřených projektech. Je jedním z autorů anglické PHP dokumentace, na které se podílí již od konce roku 2003, ale i té české. Dále je autorem načítání formátu v PHPExcel – knihovny pro práci s formátem Open XML aplikace MS Excel. Ale účastnil se i vývoje dalších projektů jako je HTMLtmpl nebo i některých dalších.

## Praxe a zaměstnání

### Pedagogická činnost
Od roku 2000 začal vyučovat na Karlově univerzitě, kde přednášel až do roku 2008. Dále působil na konferencích web_expo kromě přednášek vedených v češtině, prezentoval např. na osidays v jazyce anglickém.

### Školení
Od roku 2006 do 2011 provozoval např. školení: Bezpečnost PHP aplikací, Návrh a používání MySQL databáze, JavaScript a AJAX. Většina školení, na kterých vyučoval, si sám navrhl a soukromě vyučoval, další mu pak byla přidělena ve spolupráci s Akademií Root.cz.

### Facebook
Ve Facebooku působil od října roku 2011, kam ho vedení této společnosti přivedlo po vyjednávání od února téhož roku. Jakub Vrána se tak stal prvním programátorem z České republiky, který ve Facebooku pracoval. Od té doby žije v Palo Alto v Kalifornii. Z firmy odešel v březnu 2013.

### Gigwalk
Po odchodu z Facebooku začal pracovat pro společnost Gigwalk, kde pracoval jako programátor v PHP od dubna do července 2013.

### Google
Do společnosti Google nastoupil v srpnu 2013.